# Halálozások 1980-ban
Ez a szócikk az 1980-as évben elhunyt nevezetes személyeket sorolja fel.

## December
| Dátum        | Név             | Foglalkozás / tisztség                                                  | Kor | Forrás |
| ------------ | --------------- | ----------------------------------------------------------------------- | --- | ------ |
| december 24. | Karl Dönitz     | német főtengernagy, a Német Haditengerészet főparancsnoka, elnök (1945) | 089 |        |
| december 16. | Harland Sanders | amerikai üzletember, a KFC gyorsétteremlánc alapítója                   | 090 |        |
| december 8.  | John Lennon     | angol énekes, gitáros, dalszerző, költő, a The Beatles alapítója        | 040 |        |
| december 3.  | Oswald Mosley   | brit fasiszta politikus                                                 | 084 |        |

## November
| Dátum        | Név           | Foglalkozás / tisztség                                            | Kor | Forrás |
| ------------ | ------------- | ----------------------------------------------------------------- | --- | ------ |
| november 22. | Mae West      | amerikai színésznő, énekesnő, író, forgatókönyvíró, szexszimbólum | 087 |        |
| november 7.  | Steve McQueen | amerikai színész, filmproducer                                    | 050 |        |

## Október
| Dátum      | Név        | Foglalkozás / tisztség | Kor | Forrás |
| ---------- | ---------- | ---------------------- | --- | ------ |
| október 1. | Soós Lajos | sorozatgyilkos         | 037 |        |

## Szeptember
| Dátum          | Név           | Foglalkozás / tisztség                                   | Kor | Forrás |
| -------------- | ------------- | -------------------------------------------------------- | --- | ------ |
| szeptember 30. | Seretse Khama | botswanai politikus, a független Botswana első elnöke    | 059 |        |
| szeptember 29. | Márton Áron   | katolikus pap, Erdély püspöke, címzetes érsek            | 084 |        |
| szeptember 25. | John Bonham   | angol dobos (Led Zeppelin)                               | 032 |        |
| szeptember 16. | Jean Piaget   | svájci pszichológus, biológus, ismeretelmélet-teoretikus | 084 |        |

## Augusztus
| Dátum         | Név             | Foglalkozás / tisztség                                   | Kor | Forrás |
| ------------- | --------------- | -------------------------------------------------------- | --- | ------ |
| augusztus 29. | Franco Basaglia | olasz pszichiáter és neurológus                          | 056 |        |
| augusztus 19. | Otto Frank      | német üzletember, Anne Frank édesapja, holokauszt-túlélő | 091 |        |

## Július
| Dátum      | Név                   | Foglalkozás / tisztség                | Kor | Forrás |
| ---------- | --------------------- | ------------------------------------- | --- | ------ |
| július 27. | Mohammad Reza Pahlavi | az utolsó iráni sah, Reza Pahlavi fia | 060 |        |
| július 24. | Peter Sellers         | angol színész, komikus                | 054 |        |

## Június
| Dátum      | Név           | Foglalkozás / tisztség | Kor | Forrás          |
| ---------- | ------------- | ---------------------- | --- | --------------- |
| június 12. | Milburn Stone | amerikai színész       | 075 | [ halott link ] |

## Május
| Dátum     | Név             | Foglalkozás / tisztség                                        | Kor | Forrás |
| --------- | --------------- | ------------------------------------------------------------- | --- | ------ |
| május 18. | Ian Curtis      | angol énekes, zenész, dalszerző, a Joy Division alapító tagja | 023 |        |
| május 4.  | Josip Broz Tito | jugoszláv forradalmár, politikus, államfő                     | 087 |        |

## Április
| Dátum       | Név              | Foglalkozás / tisztség                                                          | Kor | Forrás |
| ----------- | ---------------- | ------------------------------------------------------------------------------- | --- | ------ |
| április 29. | Alfred Hitchcock | angol filmrendező, forgatókönyvíró, producer                                    | 080 |        |
| április 25. | Katia Mann       | német írónő, Thomas Mann felesége                                               | 096 |        |
| április 15. | Jean-Paul Sartre | Nobel-díjas francia dráma- és regényíró, irodalomkritikus, filozófus, aktivista | 074 |        |

## Március
| Dátum       | Név            | Foglalkozás / tisztség                                            | Kor | Forrás |
| ----------- | -------------- | ----------------------------------------------------------------- | --- | ------ |
| március 31. | Jesse Owens    | négyszeres olimpiai bajnok amerikai atléta                        | 066 |        |
| március 23. | Pozsonyi Ignác | labdarúgó, tekéző                                                 | 056 |        |
| március 18. | Erich Fromm    | német filozófus, szociálpszichológus, humanista                   | 079 |        |
| március 12. | Gerő Ernő      | pártmunkás, kommunista politikus, kormánytag, az MDP első titkára | 081 |        |

## Február
| Dátum       | Név       | Foglalkozás / tisztség                            | Kor | Forrás |
| ----------- | --------- | ------------------------------------------------- | --- | ------ |
| február 19. | Bon Scott | skóciai születésű ausztrál zenész, énekes (AC/DC) | 033 |        |

## Január
| Dátum      | Név                 | Foglalkozás / tisztség                                  | Kor | Forrás |
| ---------- | ------------------- | ------------------------------------------------------- | --- | ------ |
| január 29. | Jimmy Durante       | amerikai színész, komikus, énekes, zongorista           | 086 |        |
| január 19. | Piero Ciampi        | olasz énekes                                            | 045 |        |
| január 3.  | Joy Adamson         | kenyai természetvédő, író                               | 069 |        |
| január 1.  | Tamkó Sirató Károly | József Attila-díjas költő, művészetfilozófus, műfordító | 074 |        |